# Jerry Jones
Jerral Wayne "Jerry" Jones, född 13 oktober 1942, är en amerikansk företagsledare och idrottsledare som är ägare, president och general manager för Dallas Cowboys i National Football League (NFL). Han är också bland annat medgrundare för tjänsteföretaget Legends Hospitality och majoritetsägare för naturgasbolaget Comstock Resources.
Den amerikanska ekonomitidskriften Forbes rankade Jones till att vara världens 137:e rikaste med en förmögenhet på 13,1 miljarder amerikanska dollar för den 12 juni 2023.
Han avlade en kandidatexamen i företagsekonomi samt en master of business administration vid University of Arkansas. Jones spelade samtidigt för universitetets idrottsförening Arkansas Razorbacks och deras lag för amerikansk fotboll.
Jones äger megayachten Bravo Eugenia, som är namngiven efter hans fru. Megayachten kostade 225 miljoner dollar för att bygga.
I och med sitt ägarskap av Dallas Cowboys har han och laget vunnit tre Super Bowl; XXVII (1993), XXVIII (1994) och XXX (1996). År 2017 blev han invald till Pro Football Hall of Fame.